# اندیس آنومالی قزل آغل
آنومالی قزل آغل یک اندیس فلزی است که در حوالی شهر دیزج استان آذربایجان غربی قرار دارد و مادهٔ معدنی موجود در آن، طلا است.سنگ میزبان این اندیس گدازه‌های بالشتی بازالتی، دایکهای دیابازی، شیل، سیلتستون، ماسه سنگ و کنگلومرا است  در این اندیس، پاراژنز‌های گالن، سروزیت، سینابر، فلوریت، کرومیت، مگنتیت، هماتیت و اپیدوت یافت می‌شوند.